# Стельмах, Владимир Владимирович
Влади́мир Влади́мирович Сте́льмах (укр. Володимир Володимирович Стельмах; 4 марта 1995, Ровно — 14 марта 2022, Слобода-Кухарская) — украинский военнослужащий, старший лейтенант, участник российско-украинской войны. Герой Украины (8 июля 2023, посмертно).

## Биография
Владимир Стельмах родился в 1995 году в городе Ровно.
В 2015 году окончил Национальную академию сухопутных войск имени гетмана Петра Сагайдачного. С тех пор служил заместителем командира 109 отдельного горно-штурмового батальона 10-й отдельной горно-штурмовой бригады. Был игроком регбийного клуба «Ровно».
Участник АТО/ООС. Во время полномасштабного российского вторжения в Украину оборонял Киев. Погиб 14 марта 2022 года.
Похоронен 16 марта 2022 года на кладбище «Молодёжное» в Ровно.

## Награды
- Звание «Герой Украины» с удостоением ордена «Золотая Звезда» (8 июля 2023, посмертно) — за личное мужество и героизм, проявленные в защите государственного суверенитета и территориальной целостности Украины, верность военной присяге[4].
- Орден Богдана Хмельницкого III степени (11 апреля 2022, посмертно) — за личное мужество и высокий профессионализм, проявленные в защите государственного суверенитета и территориальной целостности Украины, верность военной присяге[5].

## Память
8 июля 2022 года в Ровно улицу Курчатова переименовали в честь Владимира Стельмаха.